# Étangs de Belval, d'Etoges et de la Grande Rouillie
Étangs de Belval, d'Etoges et de la Grande Rouillie este o arie protejată (sit de importanță comunitară — SCI) din Franța întinsă pe o suprafață de 280 ha, integral pe uscat.

## Localizare
Centrul sitului Étangs de Belval, d'Etoges et de la Grande Rouillie este situat la coordonatele 48°57′04″N 4°59′02″E / 48.95111°N 4.98389°E.

## Înființare
Situl Étangs de Belval, d'Etoges et de la Grande Rouillie a fost declarat arie specială de conservare în baza directivei 92/43 din 1992 referitoare la conservarea habitatelor naturale și a faunei și florei sălbatice pentru a proteja 5 specii de animale.

## Biodiversitate
Situată în ecoregiunea continentală, aria protejată conține 5 habitate naturale: Lacuri eutrofice naturale cu vegetație de tip Magnopotamion sau Hydrocharition, Păduri aluvionare cu Alnus glutinosa și Fraxinus excelsior (Alno-Padion, Alnion incanae, Salicion albae), Păduri de stejar sau de stejar și carpen sub-atlantice și medio-europene de Carpinion betuli, Ape stătătoare oligotrofe până la mezotrofe, cu vegetație de Littorelletea uniflorae și/sau de Isoëto-Nanojuncetea, Ape puternic oligomezotrofe cu vegetație bentonică cu Chara spp..
La baza desemnării sitului se află mai multe specii protejate:
- amfibieni (1): triton cu creastă (Triturus cristatus)
- nevertebrate (3): libelule (Leucorrhinia pectoralis), fluturele purpuriu (Lycaena dispar), Vertigo moulinsiana
- pești (1): țipar (Misgurnus fossilis)

Pe lângă speciile protejate, pe teritoriul sitului au mai fost identificate 3 specii de plante, 10 specii de păsări, 2 specii de amfibieni, 2 specii de mamifere, 1 specie de nevertebrate, 2 specii de reptile.